# Labomimus cognatus
Labomimus cognatus es una especie de escarabajo del género Labomimus, familia Staphylinidae. Fue descrita científicamente por Yin & Li en 2012.
Habita en China.